# Striphnopteryx edulis
Striphnopteryx edulis är en fjärilsart som beskrevs av Jean Baptiste Boisduval 1847. Striphnopteryx edulis ingår i släktet Striphnopteryx och familjen Eupterotidae. Inga underarter finns listade i Catalogue of Life.